# Nan Merriman
Nan Merriman, née Katherine Ann Merriman (28 avril 1920 - 22 juillet 2012), est une mezzo-soprano américaine.

## Biographie
Nan Merriman étudie le chant à Los Angeles avec Alexis Bassian et Lotte Lehmann. À l'âge de 20 ans elle chante sur les bandes-son de films hollywoodiens où elle est remarquée par Laurence Olivier. Il engage Merriman pour l'accompagner lui et sa femme Vivien Leigh dans une tournée de Romeo and Juliet au cours de laquelle Merriman chante durant les changements de décor.
Merriman tient de nombreux rôles aussi bien en public qu'à la radio sous la baguette d'Arturo Toscanini entre 1944 et 1952 tandis qu'il est chef de l'Orchestre symphonique de la NBC. Parmi ces interprétations en sa compagnie, toutes disponibles sur CD, on trouve Maddalena dans le quatrième acte du Rigoletto de Giuseppe Verdi, Emilia dans l’Otello de Verdi, Mademoiselle Page dans le Falstaff de Verdi et le rôle travesti d'Orféo dans le deuxième acte d’Orfeo ed Euridice de Gluck. Elle est également Dorabella du Così fan tutte de Mozart dans une célèbre représentation donnée en 1956 à La Scala, dirigée par Guido Cantelli, le protégé de Toscanini. Cette interprétation est aussi disponible sur CD, de même que ses enregistrements en studio de chansons espagnoles et françaises avec Gerald Moore au piano.
Merriman est particulièrement bien reçue aux Pays-Bas. C'est là qu'elle rencontre et épouse le ténor néerlandais Tom Brand, récemment veuf avec plusieurs enfants. Elle se retire de la scène pour s'occuper de sa famille en 1965. Tom Brand décède en 1970. Ses enfants devenus adultes, Merriman retourne à Los Angeles en Californie où elle réside jusqu'à sa mort le 22 juillet 2012.

## Source
- (en) Harold Rosenthal, Grove Music Online : Merriman, Nan, Fitzroy Dearborn (lire en ligne)

## Source de la traduction
- (en) Cet article est partiellement ou en totalité issu de l’article de Wikipédia en anglais intitulé « Nan Merriman » (voir la liste des auteurs).